# Миронов, Николай Михайлович
Николай Михайлович Миронов (1906—1995) — советский военный, государственный и политический деятель, генерал-лейтенант.

## Биография
Член ВКП(б) с 1930 года.
С 1931 года — на военной, общественной и политической работе. В 1931—1971 гг. — преподаватель педагогического института, заведующий Сектором пропаганды, заместитель заведующего Культурно-пропагандистским отделом Канавинского районного комитета, заведующий Культурно-пропагандистским отделом, Отделом пропаганды и агитации Ленинского районного комитета ВКП(б), заведующий Отделом пропаганды и агитации Горьковского городского, областного комитета ВКП(б), секретарь Горьковского областного комитета ВКП(б) по пропаганде и агитации, 2-й секретарь Горьковского областного комитета ВКП(б), редактор журнала «Партработник», начальник Политического управления Московского военного округа, заместитель начальника Управления кадров ЦК ВКП(б), начальник Управления пропаганды и агитации Главного политического управления, в Военно-Политической Академии Советской Армии и ВМФ.
Избирался депутатом Верховного Совета РСФСР 2-го созыва.
```
Николай Михайлович Миронов родился 11 ноября 1906 года в селе Некоморно Юрьев-Польского района Владимирской Области в крестьянской семье.
```

Окончил три класса церковно-приходской школы, занимался сельскохозяйственным трудом в родном селе, потом поступил в пятигодичную школу второй ступени.
В 1924 году поступил в педагогический техникум, затем в институт, закончил аспитартуру и преподавал с 1931 по 1934 год.
В 1934 году был направлен на партийную работу. в Канавинский райком ВКП(б) г. Горький.
1934—1938 г. — заведующий Сектором пропаганды, Заместитель заведующего Культурно-пропагандистским отделом, заведующий Культурно-пропагандистским отделом в Канавинском райкоме ВКП(б) г. Горький. Заведующий Отделом пропаганды и агитации Ленинского районного комитета ВКП(б) г. Горький
1938—1939 — заведующий Отделов пропаганды и агитации Горьковского городского комитета ВКП(б), заведующий Отделов пропаганды и агитации Горьковского областного комитета ВКП(б).
1939—1940 — секретарь Горьковского областного комитета ВКП(б) по пропаганде и агитации, 2-й секретарь Горьковского областного комитета ВКП(б)
7 июля 1941 года призван в армию из запаса в звании старшего политрука и направлен на Высшие курсы политсостава РККА.
Август 1941 г. — Постановлением Государственного Комитета Обороны Н. М. Миронов назначается начальников Политического управления Московского военного округа, ему было присвоено звание полкового комиссара.
С августа 1941 года по 1946 год — начальник Политического управления Московского военного округа.
В тяжелые дни октября 1941 года, когда смертельная опасность нависла над Москвой, Н. М. Миронов выехал в район Клина, где сосредоточилась, закончив формирование, танковая бригада.
Вражеская 3-я танковая группа и 9-я полевая армия, действовавшие на этом направлении, продвигались вперед, пытаясь обойти столицу в северо-запада и с севера. В районе с. Туринова между войсками образовался разрыв. Выполняя приказ, переданный полковым комиссаром Мироновым, танкисты ночью заняли нужные позиции, чтобы принять бой и остановить противника. Враг повернул в сторону Калинина и танковая часть, в которой находился Н. М. Миронов оказалась на фланге фашистских войск. Полным ходом танки устремились на бронированного врага и с тыла обрушили всю свою огневую мощь на его боевую технику.
Часто бывая в войсках, бригадный комиссар Миронов всегда знал солдатские нужды, умело влиял на настроения людей, вселял в них уверенность в победе.
Правительство и командование высоко оценила заслуги бригадного комиссара — 24 июня 1942 года вышел Указ о награждении Н. М. Миронова орденом Красной Звезды.
16 февраля 1943 года полковник Н. М. Миронов награждён орденом Отечественной войны II степени.
24 августа 1943 г. -постановление Совета Народных Комиссаров СССР о присвоении полковнику Н. М. Миронову звания генерал-майор.
1946—1949 гг.- заместитель начальника Управления кадров ЦК ВКП(б)
1947-1951 гг. — депутат Верховного Совета РСФСР 2-го созыва.
1949-1951 гг. — слушатель основного курса Высшей ордена Суворова I степени военной академии им. К. Е. Ворошилова., которую окончил с Золотой медалью.
1951—1955 — старший преподаватель, заместитель, начальник кафедры истории военного искусства Военной академии им. М. В. Фрунзе.
1956—1968 — начальник Управления пропаганды и агитации Главного Политического управления СА и ВМФ.
1958 г. — Присвоено звание генерал-лейтенант
1968—1970 Заместитель начальника Военно-политической академии им. Ленина.

## Награды
Ордена: Октябрьской революции, Отечественной войны I и II степени, два ордена Красной Звезды, Трудового Красного Знамени.
Медали: За оборону Москвы, За боевые заслуги, За победу над Германией в ВОВ 1941—1945 гг.